# Eigentliche Zwergfalken
Die Eigentlichen Zwergfalken (Microhierax) sind eine Gattung aus der Familie der Falkenartigen (Falconidae). Sie kommen in Südostasien vor und sind die kleinsten Vertreter der Falkenartigen.
Die Bezeichnung „Microhierax“, von  μικρός ἱεραξ mikros hierax, deutsch ‚kleiner Falke‘, wurde im Jahre 1874 von Sharpe geprägt.

## Merkmale und Anatomie
Die Eigentlichen Zwergfalken sind mit um die 15 cm Größe und 35 g Gewicht die kleinsten Mitglieder der Falkenartigen.

## Verbreitung
Sie kommen in Nordostindien und Südostasien bis Südchina vor.

## Fortpflanzung
Die Brutzeit in der Regel zwischen März und Mai. Genistet wird gerne in von Spechten oder Bartvögeln angelegten Höhlen.

## Nahrungserwerb
Diese Zwergfalken ernähren sich hauptsächlich von großen Insekten, insbesondere Schmetterlinge oder Libellen, auch aus kleineren Vögeln oder Eidechsen.

## Arten
Die Gattung der Eigentlichen Zwergfalken besteht aus 5 Arten.
Ursprünglich wurden von Sharpe vier Arten beschrieben, eine fünfte, das Weißscheitelfälkchen (Microhierax latifrons) wurde von ihm im Jahre 1879 ergänzt.
Folgende Arten werden anerkannt:
- Rotkehlfälkchen (Microhierax caerulescens) (Linnaeus, 1758), Nordostindien bis Südostasien
- Finkenfälkchen (Microhierax fringillarius) (Drapiez, 1824), Malaiische Halbinsel und Große Sundainseln
- Weißscheitelfälkchen (Microhierax latifrons), Sharpe, 1879, Borneo
- Zweifarbenfälkchen (Microhierax erythrogenys), (Vigors, 1831), Philippinen
- Elsterfälkchen (Microhierax melanoleucus), (Blyth, 1843), Nordostindien bis Südchina und Vietnam